# Румбула
Ру́мбула (латыш. Rumbula) — микрорайон Риги, находящийся в Латгальском предместье. Граничит с Дарзинями, Кенгарагсом и Шкиротавой.

## Румбульский авторынок
Одной из достопримечательностей Румбулы является крупнейший в Латвии Румбульский авторынок. Он существует уже несколько десятилетий. Также на рынке, в прошлом, осуществлялась торговля одеждой и другими промышленными товарами. Сейчас территория используется на коммерческой основе, различными предприятиями.

## Транспорт
Автобус
- 15: Дарзини 2 — Югла 3
- 18: Улица Абренес — Дарзини 2
- 31: Дарзини 2 — Югла 3 (Следует через улицу Улброкас)
- 49: «MAN TESS» — Румбула

Железная дорога
- Станция «Румбула» на электрифицированной линии Рига — Айзкраукле.